# Слонь Михайло Варнайович
Михайло Варнайович Слонь (1906, село Демидівка Кременчуцького повіту Полтавської губернії, нині Кременчуцький район Полтавської області — 19 квітня 1955, місто Київ) — український радянський і компартійний діяч, депутат Верховної Ради СРСР 1—4-го скликань. Член Ревізійної Комісії КП(б)У в 1952—1955 рр.

## Біографія
Народився в родині тесляра. У 1918 році закінчив міське училище у місті Кременчук. З березня 1919 по січень 1921 року — учень шевця Кредитного товариства в Кременчуці, з лютого 1921 по червень 1922 року — підмайстер шевця у кустарів по найму в Кременчуці, з червня 1922 по вересень 1923 року — чорнороб Кременчуцької біржі праці.
У вересні 1923 — лютому 1924 р. — червоноармієць 25-ї окремої роти зв'язку 25-ї Чапаєвської дивізії в Кременчуці. У лютому 1924 — листопаді 1925 року — швець взуттєвої фабрики Комітету боротьби з безпритульністю в Кременчуці. У грудні 1925 — липні 1927 року — голова профкому Кременчуцької взуттєвої майстерні.
Член ВКП(б) з вересня 1926 року.
У липні 1927 — вересні 1929 року — завідувач складу, секретар партійного осередку Кременчуцької взуттєвої фабрики. У вересні 1929 — грудні 1930 року — заступник директора, директор Кременчуцької взуттєвої фабрики. У грудні 1930 — жовтні 1931 року — секретар партійного осередку об'єднання підприємств 15-го шкіряного заводу і 1-ї шорної фабрики у Кременчуці.
У жовтні 1931 — червні 1932 року — завідувач організаційно-інструкторського відділу Нововодолазького районного комітету КП(б)У.
У липні 1932 — січні 1935 року — 1-й секретар Нововодолазького районного комітету КП(б)У Харківської області. У лютому — листопаді 1935 року — 2-й секретар Вовчанського районного комітету КП(б)У Харківської області.
У листопаді 1935 — березні 1937 року навчався на Вищих курсах марксизму-ленінізму при ЦК КП(б)У в місті Києві.
У квітні — липні 1937 року — 2-й секретар Сахновщинського районного комітету КП(б)У Харківської області. У липні 1937 — травні 1939 року — 1-й секретар Сахновщинського районного комітету КП(б)У Харківської області.
У травні — вересні 1939 року — завідувач організаційно-інструкторського відділу Харківського обласного комітету КП(б)У.
У вересні — жовтні 1939 року — голова повітового Тимчасового управління Підгаєцького повіту Тарнопольського воєводства. У жовтні 1939 — лютому 1940 року — 2-й секретар Тарнопольського обласного комітету КП(б)У.
У лютому 1940 — липні 1941 року — голова виконавчого комітету Тарнопольської обласної Ради депутатів трудящих.
Учасник Другої світової війни. У липні 1941 — квітні 1942 року — уповноважений ЦК КП(б)У і РНК УРСР по оборонним спорудам Південно-Західного фронту. У квітні — липні 1942 року — військовий комісар 23-го управління оборонного будівництва НКО Південно-Західного фронту. У липні 1942 — листопаді 1943 року — член Військової Ради 9-ї армії Північно-Кавказького фронту, полковник. У грудні 1943 — лютому 1944 року — член Військової Ради 18-ї армії 1-го Українського фронту, полковник.
У лютому — березні 1944 року — в.о. 1-го секретаря Волинського обласного комітету КП(б)У.
У квітні 1944 — січні 1949 року — 1-й секретар Станіславського обласного і міського комітетів КП(б)У. У грудні 1948 — січні 1950 року — слухач Курсів перепідготовки секретарів обкомів при ЦК ВКП(б) у Москві. У січні 1950 — вересні 1951 року — 1-й секретар Станіславського обласного комітету КП(б)У.
14 вересня 1951 — 16 березня 1953 року — заступник міністра державної безпеки Української РСР по кадрах. У квітні — серпні 1953 року — інспектор ЦК КПУ.
У липні — вересні 1953 року — в.о. 1-го заступника міністра внутрішніх справ Української РСР. 25 вересня 1953 — 15 червня 1954 року — 1-й заступник міністра внутрішніх справ Української РСР. 
У квітні — травні 1954 року — заступник, у травні 1954 — 19 квітня 1955 року — 1-й заступник голови Комітету державної безпеки при Раді Міністрів Української РСР.

## Звання
- полковник

## Нагороди
- орден Леніна (23.01.1948)
- орден Червоного Прапора (1.04.1943)
- два ордени Вітчизняної війни 1-го ступеня (25.10.1943, 1.02.1945)
- орден Червоної Зірки (13.12.1942)
- три медалі